# Jan Szczepański (bokser)

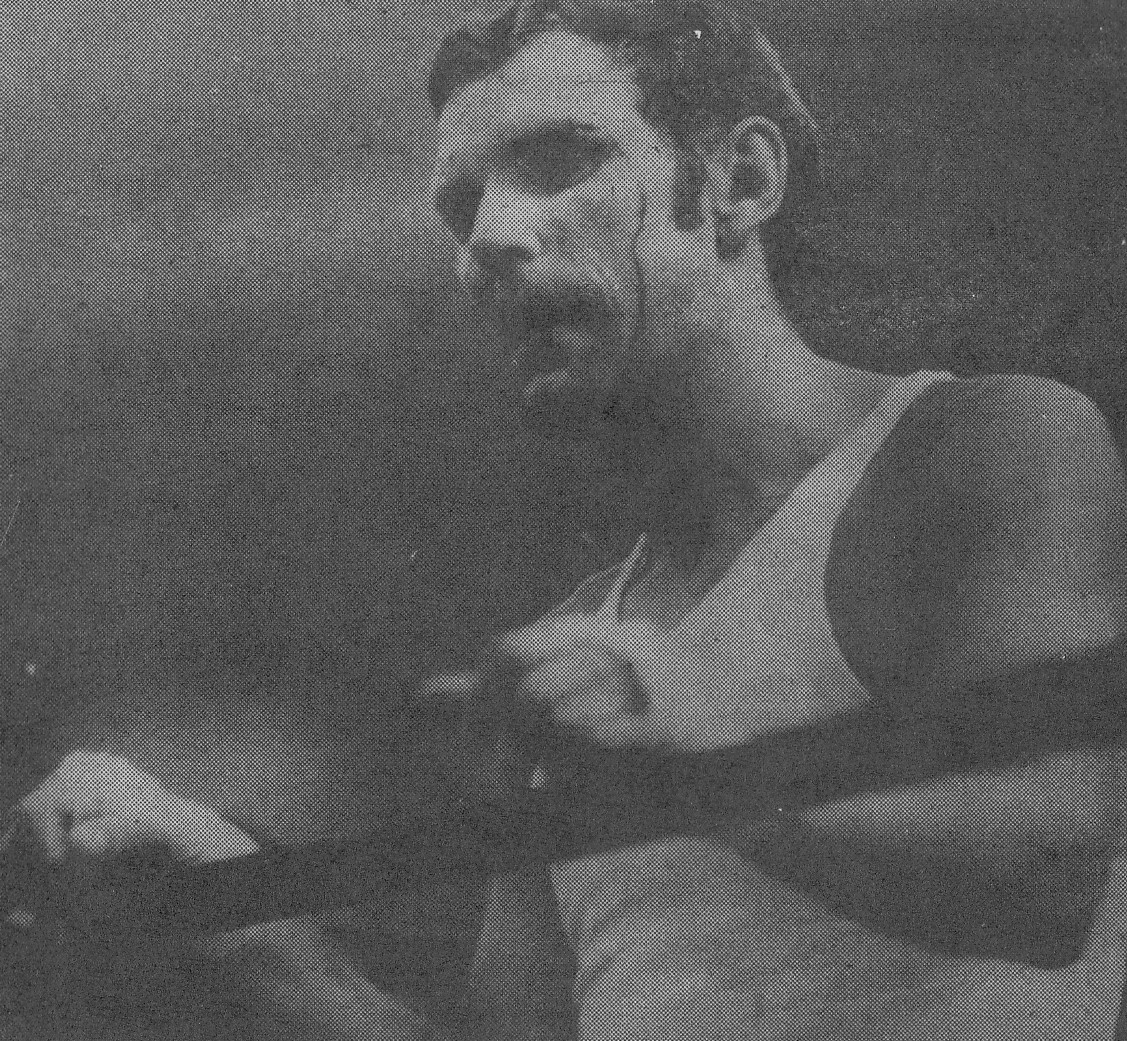
Jan Szczepański na ringu

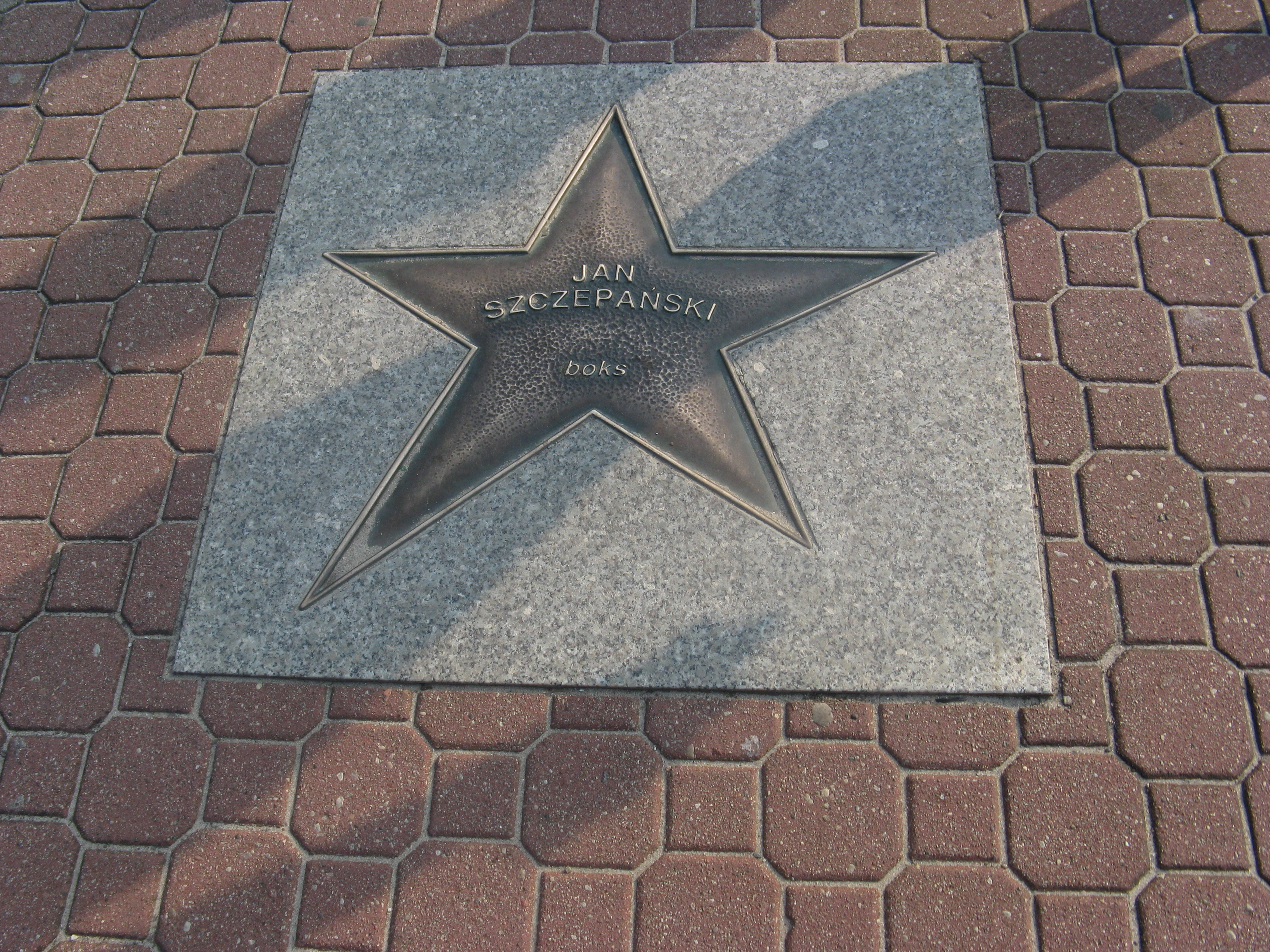
Gwiazda w Alei Gwiazd Sportu we Władysławowie

Jan Antoni Szczepański (ur. 20 listopada 1939 w Małczu, zm. 15 stycznia 2017 w Warszawie) – polski bokser, mistrz olimpijski i mistrz Europy w wadze lekkiej, wielokrotny mistrz Polski.

## Życiorys
W 1968 ukończył Technikum Mechaniczne w Zielonce. Lata młodzieńcze spędził w Tomaszowie Mazowieckim. 
Zawodowy wojskowy w korpusie chorążych (starszy chorąży) Ludowego Wojska Polskiego.  Treningi i karierę sportową rozpoczął w Pogoni  Zduńska Wola. Reprezentował barwy KS Pilica Tomaszów Mazowiecki (1956-1959) i Legii Warszawa (1959-1975). Wystąpił 15 razy w reprezentacji Polski, od 1958 zdobywał medale mistrzostw Polski, w tym złoto w kategorii lekkiej (1962) oraz złoto w drużynie (z Legią, 1961, 1962, 1963). Ze względów zdrowotnych nie startował w latach 1963–1968; po powrocie do sportu osiągnął największe sukcesy – w kategorii lekkiej zdobył mistrzostwo Europy (Madryt 1971) oraz mistrzostwo olimpijskie (Monachium 1972). Sięgał również po kolejne tytuły mistrza Polski indywidualnie (1969 i 1970 w kategorii lekkiej, 1971 i 1974 w kategorii lekkopółśredniej; w 1971 tytuł początkowo mu odebrano za zdjęcie szarfy mistrzowskiej i oddanie jej publiczności, później tytuł przywrócono) i drużynowo (z Legią, 1969, 1971, 1973). Ogółem stoczył 290 walk, z czego 251 wygrał, 15 zremisował i 24 przegrał.
Po zakończeniu kariery trenował bokserów Polonii Warszawa oraz KSZO Ostrowiec Świętokrzyski.
Za wybitne osiągnięcia sportowe został odznaczony m.in. Krzyżem Kawalerskim Orderu Odrodzenia Polski (1972) oraz Złotym Krzyżem Zasługi (dwukrotnie), a także (jako pierwsza osoba) honorowym obywatelstwem gminy Lubochnia. Otrzymał także (2002) Nagrodę im. Aleksandra Rekszy. Imię Jana Szczepańskiego nadano Kompleksowi Kulturalno-Sportowo-Rekreacyjnemu w Lubochni.
Zmarł 15 stycznia 2017 w Warszawie. 26 stycznia 2017 został pochowany w Alei Zasłużonych na cmentarzu Wojskowym na Powązkach w Warszawie (kwatera G-tuje-31).

## Życie prywatne
W 1962 ożenił się z Wiesławą. Miał z nią dwoje dzieci: córkę Marzenę (ur. 1963) i syna Grzegorza (ur. 1975).

## Film
Wystąpił m.in. w filmach Marka Piwowskiego Przepraszam, czy tu biją? i Uprowadzenie Agaty oraz w filmie krótkometrażowym Piotra Andrejewa Za ciosem. Zagrał główną rolę w telewizyjnym filmie Powrót Filipa Bajona. Ten film, podobnie jak film Klincz według scenariusza Filipa Bajona i Piotra Andrejewa były częściowo inspirowane historią bokserskiej kariery Jana Szczepańskiego.